# 秦悼公
秦悼公（？—前477年），嬴姓，春秋时期秦国君主。秦惠公之子，在位14年，《史记·秦本纪》和《十二诸侯年表》误作为15年。

## 生平
前492年，秦惠公去世，其子秦悼公继位。
前491年，埋葬秦惠公。
前477年，秦悼公去世，葬于丘里景公西。秦悼公在位期间在雍城（今陕西省凤翔县南）筑城，死后其子秦厉共公继位。